# Trichopalpina zethesia
Trichopalpina zethesia là một loài bướm đêm trong họ Noctuidae.